# ديفيد دورفمان (مصمم رقص)
ديفيد دورفمان (بالإنجليزية: David Dorfman)‏ هو مصمم رقص أمريكي، ولد في 1956 في شيكاغو في الولايات المتحدة.